# 양덕중학교 (강원)
양덕중학교(陽德中學校)는 대한민국 강원특별자치도 홍천군 남면 양덕원리에 있는 공립 중학교이다.

## 학교 연혁
- 1952년 6월 1일 : 양덕중학교 개교
- 1954년 3월 20일 : 양덕중학교 제1회 졸업식 거행
- 1996년 5월 8일 : 교실 8칸 증축, 본관 건물로 이전
- 2002년 5월 13일 : 해들숲 현판식 및 헌장비 제막식
- 2025년 1월 6일 : 제72회 졸업식 거행 17명 졸업(총 7,704명)
- 2025년 3월 1일 : 제28대 곽호종 교장 취임
- 2025년 3월 4일 : 제75회 2025학년도 신입생 29명 입학

## 참고 자료
- 양덕중학교 - 한국교육학술정보원 학교알리미